# Das Bad auf der Tenne (1943)
Das Bad auf der Tenne ist ein im Stile eines barocken Sittengemäldes gehaltener deutscher Filmschwank aus dem Jahre 1942 mit Will Dohm und Heli Finkenzeller in den Hauptrollen. Regie führte Volker von Collande.

## Handlung
Flandern im ausgehenden 17. Jahrhundert. Der wohlhabende Kaufmann Fernando Sartorius macht auf der Durchreise in dem Dorf Terbrügg halt. Hier lernt er die Frau des Bürgermeisters, Antje, kennen, die ihm ausnehmend gut gefällt. Die noch junge Frau ist ebenfalls von dem stattlichen Kaufherrn angetan, zumal ihr eigener Ehemann sie in letzter Zeit ziemlich vernachlässigt. Sartorius übernachtet in des Bürgermeisters Haus und hat auch seine eigene Badewanne mitgebracht, die er sogleich mit heißem Wasser füllen lässt. Der Badezuber und die köstlichen, parfümierten Düfte des Bades wecken bei Frau Antje Begehrlichkeiten, und so überlässt Sartorius ihr das gute Stück, als er wieder abreist.
Da eine Badewanne für die rückständigen Dörfler und Bauern etwas derart Außergewöhnliches ist, gibt es bald Ärger. Antjes eifersüchtiger Ehemann verbannt als erstes die Wanne aus seinem Haus, woraufhin Antje sie in die Scheune, auf die Tenne, bringen und von den Mägden Stin und Nina befüllen lässt. Während Antje das erste Vollbad ihres Lebens nimmt, nutzen die Männer im Ort die Gelegenheit, die Bürgermeistergattin dabei durch ein Astloch in der Scheunenwand zu beobachten. Das Gesehene reicht aus, um den Dorfklatsch rund um die gute Figur der Frau Antje ordentlich zu befeuern. Um diejenigen unter den Männern zu entlarven, die zu lüsternen Spannern mutiert sind, rußt Antje denjenigen Teil der Scheunenwand ein, der sich rund um das Astloch befindet. Anstelle von Antje soll beim nächsten Mal die Magd Stin splitterfasernackt ein Bad nehmen. Als schließlich zahlreiche Männer mit rußverschmiertem Gesicht von ihren Frauen zur Rede gestellt werden – darunter auch der ach so moralbeflissene Bürgermeister selbst – hängt mancherorts im Dorf der Haussegen gewaltig schief.
Angesichts dieser Zwistigkeiten reift bald ein folgenschwerer Entschluss: Die Wanne muss weg! Die Dorfbewohner entledigen sich des „neumodischen“ Teils auf profane Art, in dem sie es kurzerhand aus der Tenne entwenden und in den nahe gelegenen Steinbruch schleudern. Als dieser Fall vor Gericht landet, bekennen sich sowohl alle Männer als auch alle Frauen des Dorfes für schuldig. Antje verlangt jedoch eine neue Badewanne, und so muss der ortsansässige Böttcher eine solche anfertigen. Kaum fertig, nimmt Frau Antje als erstes ein Bad. Doch dem Zuber wurden unten heimlich Räder angeschraubt, und so gerät dieser während ihres Bades ins Rollen, bis er auf dem Dorfplatz landet. Dieses Missgeschick bringt den Bürgermeister und seine Frau wieder zusammen. Als auf dem Rückweg seiner Handelsreise Kaufmann Sartorius erneut im Dorf Halt macht, um Antje einen Besuch abzustatten, bedeutet auch er keine Gefahr mehr für das neu entdeckte Eheglück.

## Produktion
Der Film wurde am 15. April 1942 mit den Atelieraufnahmen in Berlin-Johannisthal und Berlin-Grunewald begonnen. Ab Ende Juni 1942 entstanden die Außenaufnahmen. Die Uraufführung fand am 30. Juli 1943 in zwei Berliner Lichtspieltheatern statt.
Die Vorlage zu diesem Film lieferte ein Originalstoff von Rolf Meyer. Das Bad auf der Tenne erhielt das Prädikat „Volkstümlich wertvoll“.
Nachdem Volker von Collande Anfang 1942 mit seinem Regiedebüt, der Berliner Alltagsgeschichte Zwei in einer großen Stadt, einen großen Publikums- und Kritikererfolg landen konnte, überantwortete ihm die produzierende Tobis noch im selben Jahr auch die Regie zu Das Bad auf der Tenne, dem ersten Farbfilm dieser Produktionsfirma.
Das Bad auf der Tenne war der vierte abendfüllende Farbspielfilm des Deutschen Reichs.
Die größten Meriten des Films liegen, abgesehen von der Kameraarbeit des Dokumentarfilmspezialisten Andor von Barsy, in den wuchtigen „barocken“ Kulissen. Filmarchitekt Gabriel Pellon entwarf ein beeindruckendes Ensemble von „flämischen“ Bürgerhäusern und ländlichen Bauernstuben.
Die beiden Hauptdarsteller Will Dohm und Heli Finkenzeller waren auch in Wirklichkeit ein Ehepaar. Zwei Monate nach der Uraufführung des Films kam ihre Tochter Gaby Dohm zur Welt.
Theo Mackeben komponierte die Filmmusik. Die beiden Hauptlieder sind: Wie schön so zu reisen" und "Nächtliches Liebeslied. Zu beiden schrieb Günther Schwenn die Liedtexte.
Der in seiner Herstellung aufwändige Film war trotz hoher Kosten ein gewaltiger Kassenerfolg. Die Produktion verschlang 1,527 Millionen Reichsmark und spielte bis April 1944 insgesamt 4,627 Millionen Reichsmark ein.
Reichspropagandaminister Joseph Goebbels soll den Film negativ beurteilt haben, möglicherweise aufgrund zu großer Freizügigkeit – mehrere Szenen zeigen Aufnahmen der drei spärlich bekleideten Frauen, die später auf Goebbels’ Anordnung „entschärft“ worden sind. Bogusław Drewniak schrieb in Der deutsche Film 1938–1945: „Goebbels war von dem Film nicht gerade erbaut, was nicht ohne Konsequenzen auf die Honorierung mit Prädikaten und das Rekommandieren des Films blieb.“
Das Bad auf der Tenne wurde im Oktober 1943 auch in Schweden und Finnland aufgeführt. Die dänische Premiere fiel auf den Januar 1944. In Italien erlebte der Film im Sommer 1944 seine Erstaufführung in Mailand, da dieser Teil des mittlerweile im Kriegszustand mit Deutschland befindlichen Landes noch von deutschen Truppen besetzt war.
Das Bad auf der Tenne wurde 1955 von Paul Martin unter demselben Titel mit Sonja Ziemann und Paul Klinger neu verfilmt.

## Kritik
Das Lexikon des internationalen Films nannte den Film „eine derbe erotische Komödie.“
In Heinrich Fraenkels Unsterblicher Film ist über Das Bad auf der Tenne zu lesen: „Es handelt sich um eine Verulkung von Astlochguckern und scheinheiligen Moralpredigern im flandrischen Dorfmilieu.“
Der Onlineauftritt der Zeitschrift Cinema bezeichnete die „derbe Komödie“ als eine „Milieuskizze mit bäuerlicher Erotik“.